# 2004年のアメリカンリーグチャンピオンシップシリーズ
2004年の野球において、メジャーリーグベースボール（MLB）のポストシーズンは10月5日に開幕した。アメリカンリーグの第35回リーグチャンピオンシップシリーズ（35th American League Championship Series、以下「リーグ優勝決定戦」と表記）は、12日から20日にかけて計7試合が開催された。その結果、ボストン・レッドソックス（東地区）がニューヨーク・ヤンキース（同）を4勝3敗で下し、18年ぶり11回目のリーグ優勝および10回目のワールドシリーズ進出を果たした。
両球団がポストシーズンで対戦するのは、前年のリーグ優勝決定戦に次いで2年連続3度目。この年のレギュラーシーズンでは両球団は19試合対戦し、レッドソックスが11勝8敗と勝ち越していた。今シリーズでは、ヤンキースが初戦から3連勝したうえに第4戦も1点リードで9回裏を迎えた。しかしレッドソックスは、そこから同点に追いつき延長12回サヨナラで勝利すると、そこから第7戦まで4連勝して逆転でシリーズを制した。ポストシーズンの7戦4勝制シリーズにおける3連敗4連勝は、MLBでは史上初めてであり、北米4大プロスポーツリーグの他競技を含めても29年ぶり3度目である。かつて両球団のライバル関係では「ヤンキース＝勝者」「レッドソックス＝敗者」という構図が定着していたが、今シリーズを境にその構図が崩されたといえる。シリーズMVPには、第4戦・第5戦の2試合連続でサヨナラ打を放つなど、7試合で打率.387・3本塁打・11打点・OPS 1.199という成績を残したレッドソックスのデビッド・オルティーズが選出された。このあとレッドソックスは、ワールドシリーズでもナショナルリーグ王者セントルイス・カージナルスを4勝0敗で下し、86年ぶり6度目の優勝を成し遂げた。

## 試合結果
2004年のアメリカンリーグ優勝決定戦は10月12日に開幕し、途中に移動日と雨天順延を挟んで9日間で7試合が行われた。日程・結果は以下の通り。
| 日付                                                      | 試合  | ビジター球団（先攻）     | スコア   | ホーム球団（後攻）       | 開催球場             | 開催球場                                 |
| --------------------------------------------------------- | ----- | ------------------------ | -------- | ------------------------ | -------------------- | ---------------------------------------- |
| 10月12日（火）                                            | 第1戦 | ボストン・レッドソックス | 7－10    | ニューヨーク・ヤンキース | ヤンキー・スタジアム | ヤンキー・スタジアムフェンウェイ・パーク |
| 10月13日（水）                                            | 第2戦 | ボストン・レッドソックス | 1－3     | ニューヨーク・ヤンキース | ヤンキー・スタジアム | ヤンキー・スタジアムフェンウェイ・パーク |
| 10月14日（木）                                            |       | 移動日                   | 移動日   | 移動日                   |                      | ヤンキー・スタジアムフェンウェイ・パーク |
| 10月15日（金）                                            | 第3戦 | 雨天順延                 | 雨天順延 | 雨天順延                 | フェンウェイ・パーク | ヤンキー・スタジアムフェンウェイ・パーク |
| 10月16日（土）                                            | 第3戦 | ニューヨーク・ヤンキース | 19－8    | ボストン・レッドソックス | フェンウェイ・パーク | ヤンキー・スタジアムフェンウェイ・パーク |
| 10月17日（日）                                            | 第4戦 | ニューヨーク・ヤンキース | 4－6x    | ボストン・レッドソックス | フェンウェイ・パーク | ヤンキー・スタジアムフェンウェイ・パーク |
| 10月18日（月）                                            | 第5戦 | ニューヨーク・ヤンキース | 4－5x    | ボストン・レッドソックス | フェンウェイ・パーク | ヤンキー・スタジアムフェンウェイ・パーク |
| 10月19日（火）                                            | 第6戦 | ボストン・レッドソックス | 4－2     | ニューヨーク・ヤンキース | ヤンキー・スタジアム | ヤンキー・スタジアムフェンウェイ・パーク |
| 10月20日（水）                                            | 第7戦 | ボストン・レッドソックス | 10－3    | ニューヨーク・ヤンキース | ヤンキー・スタジアム | ヤンキー・スタジアムフェンウェイ・パーク |
| 優勝：ボストン・レッドソックス（4勝3敗 / 18年ぶり11度目） |       |                          |          |                          |                      | ヤンキー・スタジアムフェンウェイ・パーク |

### 第1戦 10月12日
- ヤンキー・スタジアム（ニューヨーク州ニューヨーク市ブロンクス区）

|                          | 1 | 2 | 3 | 4 | 5 | 6 | 7 | 8 | 9 | R  | H  | E |
| ------------------------ | - | - | - | - | - | - | - | - | - | -- | -- | - |
| ボストン・レッドソックス | 0 | 0 | 0 | 0 | 0 | 0 | 5 | 2 | 0 | 7  | 10 | 0 |
| ニューヨーク・ヤンキース | 2 | 0 | 4 | 0 | 0 | 2 | 0 | 2 | X | 10 | 14 | 0 |

1. 勝利：マイク・ムッシーナ（1勝）
2. セーブ：マリアノ・リベラ（1S）
3. 敗戦：カート・シリング（1敗）
4. 本塁打
BOS：ジェイソン・バリテック1号2ラン
NYY：ケニー・ロフトン1号ソロ
5. 審判
［球審］ランディ・マーシュ
［塁審］一塁: ジェフ・ネルソン、二塁: ジョン・ハーシュベック、三塁: ジム・ジョイス
［外審］左翼: ジェフ・ケロッグ、右翼: ジョー・ウェスト
6. 試合開始時刻: 東部夏時間（UTC-4）午後8時20分  試合時間: 3時間20分  観客: 5万6135人  気温: 59°F（15°C）
詳細: MLB.com Gameday / ESPN.com / Baseball-Reference.com / Fangraphs

| ボストン・レッドソックス | ボストン・レッドソックス | ボストン・レッドソックス | ボストン・レッドソックス | ボストン・レッドソックス                                                                                           | ニューヨーク・ヤンキース | ニューヨーク・ヤンキース | ニューヨーク・ヤンキース | ニューヨーク・ヤンキース | ニューヨーク・ヤンキース                                                                                                 |
| ------------------------ | ------------------------ | ------------------------ | ------------------------ | --- | ------------------------ | ------------------------ | ------------------------ | ------------------------ | --- |
| 打順                     | 守備                     | 選手                     | 打席                     | C・シリングJ・バリテックK・ミラーM・ベルホーンB・ミラーO・カブレラM・ラミレスJ・デイモンT・ニクソンD・オルティーズ | 打順                     | 守備                     | 選手                     | 打席                     | M・ムッシーナJ・ポサダJ・オルルドM・カイロA・ロドリゲスD・ジーター松井秀喜B・ウィリアムスG・シェ · フィールドK・ロフトン |
| 1                        | 中                       | J・デイモン              | 左                       | C・シリングJ・バリテックK・ミラーM・ベルホーンB・ミラーO・カブレラM・ラミレスJ・デイモンT・ニクソンD・オルティーズ | 1                        | 遊                       | D・ジーター              | 右                       | M・ムッシーナJ・ポサダJ・オルルドM・カイロA・ロドリゲスD・ジーター松井秀喜B・ウィリアムスG・シェ · フィールドK・ロフトン |
| 2                        | 二                       | M・ベルホーン            | 両                       | C・シリングJ・バリテックK・ミラーM・ベルホーンB・ミラーO・カブレラM・ラミレスJ・デイモンT・ニクソンD・オルティーズ | 2                        | 三                       | A・ロドリゲス            | 右                       | M・ムッシーナJ・ポサダJ・オルルドM・カイロA・ロドリゲスD・ジーター松井秀喜B・ウィリアムスG・シェ · フィールドK・ロフトン |
| 3                        | 左                       | M・ラミレス              | 右                       | C・シリングJ・バリテックK・ミラーM・ベルホーンB・ミラーO・カブレラM・ラミレスJ・デイモンT・ニクソンD・オルティーズ | 3                        | 右                       | G・シェフィールド        | 右                       | M・ムッシーナJ・ポサダJ・オルルドM・カイロA・ロドリゲスD・ジーター松井秀喜B・ウィリアムスG・シェ · フィールドK・ロフトン |
| 4                        | DH                       | D・オルティーズ          | 左                       | C・シリングJ・バリテックK・ミラーM・ベルホーンB・ミラーO・カブレラM・ラミレスJ・デイモンT・ニクソンD・オルティーズ | 4                        | 左                       | 松井秀喜                 | 左                       | M・ムッシーナJ・ポサダJ・オルルドM・カイロA・ロドリゲスD・ジーター松井秀喜B・ウィリアムスG・シェ · フィールドK・ロフトン |
| 5                        | 一                       | K・ミラー                | 右                       | C・シリングJ・バリテックK・ミラーM・ベルホーンB・ミラーO・カブレラM・ラミレスJ・デイモンT・ニクソンD・オルティーズ | 5                        | 中                       | B・ウィリアムス          | 両                       | M・ムッシーナJ・ポサダJ・オルルドM・カイロA・ロドリゲスD・ジーター松井秀喜B・ウィリアムスG・シェ · フィールドK・ロフトン |
| 6                        | 右                       | T・ニクソン              | 左                       | C・シリングJ・バリテックK・ミラーM・ベルホーンB・ミラーO・カブレラM・ラミレスJ・デイモンT・ニクソンD・オルティーズ | 6                        | 捕                       | J・ポサダ                | 両                       | M・ムッシーナJ・ポサダJ・オルルドM・カイロA・ロドリゲスD・ジーター松井秀喜B・ウィリアムスG・シェ · フィールドK・ロフトン |
| 7                        | 捕                       | J・バリテック            | 両                       | C・シリングJ・バリテックK・ミラーM・ベルホーンB・ミラーO・カブレラM・ラミレスJ・デイモンT・ニクソンD・オルティーズ | 7                        | 一                       | J・オルルド              | 左                       | M・ムッシーナJ・ポサダJ・オルルドM・カイロA・ロドリゲスD・ジーター松井秀喜B・ウィリアムスG・シェ · フィールドK・ロフトン |
| 8                        | 遊                       | O・カブレラ              | 右                       | C・シリングJ・バリテックK・ミラーM・ベルホーンB・ミラーO・カブレラM・ラミレスJ・デイモンT・ニクソンD・オルティーズ | 8                        | 二                       | M・カイロ                | 右                       | M・ムッシーナJ・ポサダJ・オルルドM・カイロA・ロドリゲスD・ジーター松井秀喜B・ウィリアムスG・シェ · フィールドK・ロフトン |
| 9                        | 三                       | B・ミラー                | 両                       | C・シリングJ・バリテックK・ミラーM・ベルホーンB・ミラーO・カブレラM・ラミレスJ・デイモンT・ニクソンD・オルティーズ | 9                        | DH                       | K・ロフトン              | 左                       | M・ムッシーナJ・ポサダJ・オルルドM・カイロA・ロドリゲスD・ジーター松井秀喜B・ウィリアムスG・シェ · フィールドK・ロフトン |
| 先発投手                 | 先発投手                 | 先発投手                 | 投球                     | C・シリングJ・バリテックK・ミラーM・ベルホーンB・ミラーO・カブレラM・ラミレスJ・デイモンT・ニクソンD・オルティーズ | 先発投手                 | 先発投手                 | 先発投手                 | 投球                     | M・ムッシーナJ・ポサダJ・オルルドM・カイロA・ロドリゲスD・ジーター松井秀喜B・ウィリアムスG・シェ · フィールドK・ロフトン |
| C・シリング              | C・シリング              | C・シリング              | 右                       | C・シリングJ・バリテックK・ミラーM・ベルホーンB・ミラーO・カブレラM・ラミレスJ・デイモンT・ニクソンD・オルティーズ | M・ムッシーナ            | M・ムッシーナ            | M・ムッシーナ            | 右                       | M・ムッシーナJ・ポサダJ・オルルドM・カイロA・ロドリゲスD・ジーター松井秀喜B・ウィリアムスG・シェ · フィールドK・ロフトン |

### 第2戦 10月13日
- ヤンキー・スタジアム（ニューヨーク州ニューヨーク市ブロンクス区）

|                          | 1 | 2 | 3 | 4 | 5 | 6 | 7 | 8 | 9 | R | H | E |
| ------------------------ | - | - | - | - | - | - | - | - | - | - | - | - |
| ボストン・レッドソックス | 0 | 0 | 0 | 0 | 0 | 0 | 0 | 1 | 0 | 1 | 5 | 0 |
| ニューヨーク・ヤンキース | 1 | 0 | 0 | 0 | 0 | 2 | 0 | 0 | X | 3 | 7 | 0 |

1. 勝利：ジョン・リーバー（1勝）
2. セーブ：マリアノ・リベラ（2S）
3. 敗戦：ペドロ・マルティネス（1敗）
4. 本塁打
NYY：ジョン・オルルド1号2ラン
5. 審判
［球審］ジェフ・ネルソン
［塁審］一塁: ジョン・ハーシュベック、二塁: ジム・ジョイス、三塁: ジェフ・ケロッグ
［外審］左翼: ジョー・ウェスト、右翼: ランディ・マーシュ
6. 試合開始時刻: 東部夏時間（UTC-4）午後8時19分  試合時間: 3時間15分  観客: 5万6136人  気温: 60°F（15.6°C）
詳細: MLB.com Gameday / ESPN.com / Baseball-Reference.com / Fangraphs

| ボストン・レッドソックス | ボストン・レッドソックス | ボストン・レッドソックス | ボストン・レッドソックス | ボストン・レッドソックス                                                                                               | ニューヨーク・ヤンキース | ニューヨーク・ヤンキース | ニューヨーク・ヤンキース | ニューヨーク・ヤンキース | ニューヨーク・ヤンキース                                                                                               |
| ------------------------ | ------------------------ | ------------------------ | ------------------------ | --- | ------------------------ | ------------------------ | ------------------------ | ------------------------ | --- |
| 打順                     | 守備                     | 選手                     | 打席                     | P・マルティネスJ・バリテックK・ミラーM・ベルホーンB・ミラーO・カブレラM・ラミレスJ・デイモンT・ニクソンD・オルティーズ | 打順                     | 守備                     | 選手                     | 打席                     | J・リーバーJ・ポサダJ・オルルドM・カイロA・ロドリゲスD・ジーター松井秀喜B・ウィリアムスG・シェ · フィールドK・ロフトン |
| 1                        | 中                       | J・デイモン              | 左                       | P・マルティネスJ・バリテックK・ミラーM・ベルホーンB・ミラーO・カブレラM・ラミレスJ・デイモンT・ニクソンD・オルティーズ | 1                        | 遊                       | D・ジーター              | 右                       | J・リーバーJ・ポサダJ・オルルドM・カイロA・ロドリゲスD・ジーター松井秀喜B・ウィリアムスG・シェ · フィールドK・ロフトン |
| 2                        | 二                       | M・ベルホーン            | 両                       | P・マルティネスJ・バリテックK・ミラーM・ベルホーンB・ミラーO・カブレラM・ラミレスJ・デイモンT・ニクソンD・オルティーズ | 2                        | 三                       | A・ロドリゲス            | 右                       | J・リーバーJ・ポサダJ・オルルドM・カイロA・ロドリゲスD・ジーター松井秀喜B・ウィリアムスG・シェ · フィールドK・ロフトン |
| 3                        | 左                       | M・ラミレス              | 右                       | P・マルティネスJ・バリテックK・ミラーM・ベルホーンB・ミラーO・カブレラM・ラミレスJ・デイモンT・ニクソンD・オルティーズ | 3                        | 右                       | G・シェフィールド        | 右                       | J・リーバーJ・ポサダJ・オルルドM・カイロA・ロドリゲスD・ジーター松井秀喜B・ウィリアムスG・シェ · フィールドK・ロフトン |
| 4                        | DH                       | D・オルティーズ          | 左                       | P・マルティネスJ・バリテックK・ミラーM・ベルホーンB・ミラーO・カブレラM・ラミレスJ・デイモンT・ニクソンD・オルティーズ | 4                        | 左                       | 松井秀喜                 | 左                       | J・リーバーJ・ポサダJ・オルルドM・カイロA・ロドリゲスD・ジーター松井秀喜B・ウィリアムスG・シェ · フィールドK・ロフトン |
| 5                        | 一                       | K・ミラー                | 右                       | P・マルティネスJ・バリテックK・ミラーM・ベルホーンB・ミラーO・カブレラM・ラミレスJ・デイモンT・ニクソンD・オルティーズ | 5                        | 中                       | B・ウィリアムス          | 両                       | J・リーバーJ・ポサダJ・オルルドM・カイロA・ロドリゲスD・ジーター松井秀喜B・ウィリアムスG・シェ · フィールドK・ロフトン |
| 6                        | 右                       | T・ニクソン              | 左                       | P・マルティネスJ・バリテックK・ミラーM・ベルホーンB・ミラーO・カブレラM・ラミレスJ・デイモンT・ニクソンD・オルティーズ | 6                        | 捕                       | J・ポサダ                | 両                       | J・リーバーJ・ポサダJ・オルルドM・カイロA・ロドリゲスD・ジーター松井秀喜B・ウィリアムスG・シェ · フィールドK・ロフトン |
| 7                        | 捕                       | J・バリテック            | 両                       | P・マルティネスJ・バリテックK・ミラーM・ベルホーンB・ミラーO・カブレラM・ラミレスJ・デイモンT・ニクソンD・オルティーズ | 7                        | 一                       | J・オルルド              | 左                       | J・リーバーJ・ポサダJ・オルルドM・カイロA・ロドリゲスD・ジーター松井秀喜B・ウィリアムスG・シェ · フィールドK・ロフトン |
| 8                        | 遊                       | O・カブレラ              | 右                       | P・マルティネスJ・バリテックK・ミラーM・ベルホーンB・ミラーO・カブレラM・ラミレスJ・デイモンT・ニクソンD・オルティーズ | 8                        | 二                       | M・カイロ                | 右                       | J・リーバーJ・ポサダJ・オルルドM・カイロA・ロドリゲスD・ジーター松井秀喜B・ウィリアムスG・シェ · フィールドK・ロフトン |
| 9                        | 三                       | B・ミラー                | 両                       | P・マルティネスJ・バリテックK・ミラーM・ベルホーンB・ミラーO・カブレラM・ラミレスJ・デイモンT・ニクソンD・オルティーズ | 9                        | DH                       | K・ロフトン              | 左                       | J・リーバーJ・ポサダJ・オルルドM・カイロA・ロドリゲスD・ジーター松井秀喜B・ウィリアムスG・シェ · フィールドK・ロフトン |
| 先発投手                 | 先発投手                 | 先発投手                 | 投球                     | P・マルティネスJ・バリテックK・ミラーM・ベルホーンB・ミラーO・カブレラM・ラミレスJ・デイモンT・ニクソンD・オルティーズ | 先発投手                 | 先発投手                 | 先発投手                 | 投球                     | J・リーバーJ・ポサダJ・オルルドM・カイロA・ロドリゲスD・ジーター松井秀喜B・ウィリアムスG・シェ · フィールドK・ロフトン |
| P・マルティネス          | P・マルティネス          | P・マルティネス          | 右                       | P・マルティネスJ・バリテックK・ミラーM・ベルホーンB・ミラーO・カブレラM・ラミレスJ・デイモンT・ニクソンD・オルティーズ | J・リーバー              | J・リーバー              | J・リーバー              | 右                       | J・リーバーJ・ポサダJ・オルルドM・カイロA・ロドリゲスD・ジーター松井秀喜B・ウィリアムスG・シェ · フィールドK・ロフトン |

### 第3戦 10月16日
- フェンウェイ・パーク（マサチューセッツ州ボストン）

|                          | 1 | 2 | 3 | 4 | 5 | 6 | 7 | 8 | 9 | R  | H  | E |
| ------------------------ | - | - | - | - | - | - | - | - | - | -- | -- | - |
| ニューヨーク・ヤンキース | 3 | 0 | 3 | 5 | 2 | 0 | 4 | 0 | 2 | 19 | 22 | 1 |
| ボストン・レッドソックス | 0 | 4 | 2 | 0 | 0 | 0 | 2 | 0 | 0 | 8  | 15 | 0 |

1. 勝利：ハビアー・バスケス（1勝）
2. 敗戦：ラミロ・メンドーサ（1敗）
3. 本塁打
NYY：松井秀喜1号2ラン・2号2ラン、アレックス・ロドリゲス1号ソロ、ゲイリー・シェフィールド1号3ラン
BOS：トロット・ニクソン1号2ラン、ジェイソン・バリテック2号2ラン
4. 審判
［球審］ジョン・ハーシュベック
［塁審］一塁: ジム・ジョイス、二塁: ジェフ・ケロッグ、三塁: ジョー・ウェスト
［外審］左翼: ランディ・マーシュ、右翼: ジェフ・ネルソン
5. 試合開始時刻: 東部夏時間（UTC-4）午後8時10分  試合時間: 4時間20分  観客: 3万5126人  気温: 57°F（13.9°C）
詳細: MLB.com Gameday / ESPN.com / Baseball-Reference.com / Fangraphs

| ニューヨーク・ヤンキース | ニューヨーク・ヤンキース | ニューヨーク・ヤンキース | ニューヨーク・ヤンキース | ニューヨーク・ヤンキース                                                                                             | ボストン・レッドソックス | ボストン・レッドソックス | ボストン・レッドソックス | ボストン・レッドソックス | ボストン・レッドソックス                                                                                           |
| ------------------------ | ------------------------ | ------------------------ | ------------------------ | --- | ------------------------ | ------------------------ | ------------------------ | ------------------------ | --- |
| 打順                     | 守備                     | 選手                     | 打席                     | K・ブラウンJ・ポサダJ・オルルドM・カイロA・ロドリゲスD・ジーター松井秀喜B・ウィリアムスG・シェ · フィールドR・シエラ | 打順                     | 守備                     | 選手                     | 打席                     | B・アローヨJ・バリテックK・ミラーM・ベルホーンB・ミラーO・カブレラM・ラミレスJ・デイモンT・ニクソンD・オルティーズ |
| 1                        | 遊                       | D・ジーター              | 右                       | K・ブラウンJ・ポサダJ・オルルドM・カイロA・ロドリゲスD・ジーター松井秀喜B・ウィリアムスG・シェ · フィールドR・シエラ | 1                        | 中                       | J・デイモン              | 左                       | B・アローヨJ・バリテックK・ミラーM・ベルホーンB・ミラーO・カブレラM・ラミレスJ・デイモンT・ニクソンD・オルティーズ |
| 2                        | 三                       | A・ロドリゲス            | 右                       | K・ブラウンJ・ポサダJ・オルルドM・カイロA・ロドリゲスD・ジーター松井秀喜B・ウィリアムスG・シェ · フィールドR・シエラ | 2                        | 二                       | M・ベルホーン            | 両                       | B・アローヨJ・バリテックK・ミラーM・ベルホーンB・ミラーO・カブレラM・ラミレスJ・デイモンT・ニクソンD・オルティーズ |
| 3                        | 右                       | G・シェフィールド        | 右                       | K・ブラウンJ・ポサダJ・オルルドM・カイロA・ロドリゲスD・ジーター松井秀喜B・ウィリアムスG・シェ · フィールドR・シエラ | 3                        | 左                       | M・ラミレス              | 右                       | B・アローヨJ・バリテックK・ミラーM・ベルホーンB・ミラーO・カブレラM・ラミレスJ・デイモンT・ニクソンD・オルティーズ |
| 4                        | 左                       | 松井秀喜                 | 左                       | K・ブラウンJ・ポサダJ・オルルドM・カイロA・ロドリゲスD・ジーター松井秀喜B・ウィリアムスG・シェ · フィールドR・シエラ | 4                        | DH                       | D・オルティーズ          | 左                       | B・アローヨJ・バリテックK・ミラーM・ベルホーンB・ミラーO・カブレラM・ラミレスJ・デイモンT・ニクソンD・オルティーズ |
| 5                        | 中                       | B・ウィリアムス          | 両                       | K・ブラウンJ・ポサダJ・オルルドM・カイロA・ロドリゲスD・ジーター松井秀喜B・ウィリアムスG・シェ · フィールドR・シエラ | 5                        | 捕                       | J・バリテック            | 両                       | B・アローヨJ・バリテックK・ミラーM・ベルホーンB・ミラーO・カブレラM・ラミレスJ・デイモンT・ニクソンD・オルティーズ |
| 6                        | 捕                       | J・ポサダ                | 両                       | K・ブラウンJ・ポサダJ・オルルドM・カイロA・ロドリゲスD・ジーター松井秀喜B・ウィリアムスG・シェ · フィールドR・シエラ | 6                        | 右                       | T・ニクソン              | 左                       | B・アローヨJ・バリテックK・ミラーM・ベルホーンB・ミラーO・カブレラM・ラミレスJ・デイモンT・ニクソンD・オルティーズ |
| 7                        | DH                       | R・シエラ                | 両                       | K・ブラウンJ・ポサダJ・オルルドM・カイロA・ロドリゲスD・ジーター松井秀喜B・ウィリアムスG・シェ · フィールドR・シエラ | 7                        | 一                       | K・ミラー                | 右                       | B・アローヨJ・バリテックK・ミラーM・ベルホーンB・ミラーO・カブレラM・ラミレスJ・デイモンT・ニクソンD・オルティーズ |
| 8                        | 一                       | J・オルルド              | 左                       | K・ブラウンJ・ポサダJ・オルルドM・カイロA・ロドリゲスD・ジーター松井秀喜B・ウィリアムスG・シェ · フィールドR・シエラ | 8                        | 三                       | B・ミラー                | 両                       | B・アローヨJ・バリテックK・ミラーM・ベルホーンB・ミラーO・カブレラM・ラミレスJ・デイモンT・ニクソンD・オルティーズ |
| 9                        | 二                       | M・カイロ                | 右                       | K・ブラウンJ・ポサダJ・オルルドM・カイロA・ロドリゲスD・ジーター松井秀喜B・ウィリアムスG・シェ · フィールドR・シエラ | 9                        | 遊                       | O・カブレラ              | 右                       | B・アローヨJ・バリテックK・ミラーM・ベルホーンB・ミラーO・カブレラM・ラミレスJ・デイモンT・ニクソンD・オルティーズ |
| 先発投手                 | 先発投手                 | 先発投手                 | 投球                     | K・ブラウンJ・ポサダJ・オルルドM・カイロA・ロドリゲスD・ジーター松井秀喜B・ウィリアムスG・シェ · フィールドR・シエラ | 先発投手                 | 先発投手                 | 先発投手                 | 投球                     | B・アローヨJ・バリテックK・ミラーM・ベルホーンB・ミラーO・カブレラM・ラミレスJ・デイモンT・ニクソンD・オルティーズ |
| K・ブラウン              | K・ブラウン              | K・ブラウン              | 右                       | K・ブラウンJ・ポサダJ・オルルドM・カイロA・ロドリゲスD・ジーター松井秀喜B・ウィリアムスG・シェ · フィールドR・シエラ | B・アローヨ              | B・アローヨ              | B・アローヨ              | 右                       | B・アローヨJ・バリテックK・ミラーM・ベルホーンB・ミラーO・カブレラM・ラミレスJ・デイモンT・ニクソンD・オルティーズ |

### 第4戦 10月17日
- フェンウェイ・パーク（マサチューセッツ州ボストン）

|                          | 1 | 2 | 3 | 4 | 5 | 6 | 7 | 8 | 9 | 10 | 11 | 12 | R | H  | E |
| ------------------------ | - | - | - | - | - | - | - | - | - | -- | -- | -- | - | -- | - |
| ニューヨーク・ヤンキース | 0 | 0 | 2 | 0 | 0 | 2 | 0 | 0 | 0 | 0  | 0  | 0  | 4 | 12 | 1 |
| ボストン・レッドソックス | 0 | 0 | 0 | 0 | 3 | 0 | 0 | 0 | 1 | 0  | 0  | 2x | 6 | 8  | 0 |

1. 勝利：カート・レスカニック（1勝）
2. 敗戦：ポール・クアントリル（1敗）
3. 本塁打
NYY：アレックス・ロドリゲス2号2ラン
BOS：デビッド・オルティーズ2号2ラン
4. 審判
［球審］ジム・ジョイス
［塁審］一塁: ジェフ・ケロッグ、二塁: ジョー・ウェスト、三塁: ランディ・マーシュ
［外審］左翼: ジェフ・ネルソン、右翼: ジョン・ハーシュベック
5. 試合開始時刻: 東部夏時間（UTC-4）午後8時20分  試合時間: 5時間2分  観客: 3万4826人  気温: 54°F（12.2°C）
詳細: MLB.com Gameday / ESPN.com / Baseball-Reference.com / Fangraphs

| ニューヨーク・ヤンキース | ニューヨーク・ヤンキース | ニューヨーク・ヤンキース | ニューヨーク・ヤンキース | ニューヨーク・ヤンキース                                                                                                 | ボストン・レッドソックス | ボストン・レッドソックス | ボストン・レッドソックス | ボストン・レッドソックス | ボストン・レッドソックス                                                                                       |
| ------------------------ | ------------------------ | ------------------------ | ------------------------ | --- | ------------------------ | ------------------------ | ------------------------ | ------------------------ | --- |
| 打順                     | 守備                     | 選手                     | 打席                     | O・ヘルナンデスJ・ポサダT・クラークM・カイロA・ロドリゲスD・ジーター松井秀喜B・ウィリアムスG・シェ · フィールドR・シエラ | 打順                     | 守備                     | 選手                     | 打席                     | D・ロウJ・バリテックK・ミラーM・ベルホーンB・ミラーO・カブレラM・ラミレスJ・デイモンT・ニクソンD・オルティーズ |
| 1                        | 遊                       | D・ジーター              | 右                       | O・ヘルナンデスJ・ポサダT・クラークM・カイロA・ロドリゲスD・ジーター松井秀喜B・ウィリアムスG・シェ · フィールドR・シエラ | 1                        | 中                       | J・デイモン              | 左                       | D・ロウJ・バリテックK・ミラーM・ベルホーンB・ミラーO・カブレラM・ラミレスJ・デイモンT・ニクソンD・オルティーズ |
| 2                        | 三                       | A・ロドリゲス            | 右                       | O・ヘルナンデスJ・ポサダT・クラークM・カイロA・ロドリゲスD・ジーター松井秀喜B・ウィリアムスG・シェ · フィールドR・シエラ | 2                        | 遊                       | O・カブレラ              | 右                       | D・ロウJ・バリテックK・ミラーM・ベルホーンB・ミラーO・カブレラM・ラミレスJ・デイモンT・ニクソンD・オルティーズ |
| 3                        | 右                       | G・シェフィールド        | 右                       | O・ヘルナンデスJ・ポサダT・クラークM・カイロA・ロドリゲスD・ジーター松井秀喜B・ウィリアムスG・シェ · フィールドR・シエラ | 3                        | 左                       | M・ラミレス              | 右                       | D・ロウJ・バリテックK・ミラーM・ベルホーンB・ミラーO・カブレラM・ラミレスJ・デイモンT・ニクソンD・オルティーズ |
| 4                        | 左                       | 松井秀喜                 | 左                       | O・ヘルナンデスJ・ポサダT・クラークM・カイロA・ロドリゲスD・ジーター松井秀喜B・ウィリアムスG・シェ · フィールドR・シエラ | 4                        | DH                       | D・オルティーズ          | 左                       | D・ロウJ・バリテックK・ミラーM・ベルホーンB・ミラーO・カブレラM・ラミレスJ・デイモンT・ニクソンD・オルティーズ |
| 5                        | 中                       | B・ウィリアムス          | 両                       | O・ヘルナンデスJ・ポサダT・クラークM・カイロA・ロドリゲスD・ジーター松井秀喜B・ウィリアムスG・シェ · フィールドR・シエラ | 5                        | 捕                       | J・バリテック            | 両                       | D・ロウJ・バリテックK・ミラーM・ベルホーンB・ミラーO・カブレラM・ラミレスJ・デイモンT・ニクソンD・オルティーズ |
| 6                        | 捕                       | J・ポサダ                | 両                       | O・ヘルナンデスJ・ポサダT・クラークM・カイロA・ロドリゲスD・ジーター松井秀喜B・ウィリアムスG・シェ · フィールドR・シエラ | 6                        | 右                       | T・ニクソン              | 左                       | D・ロウJ・バリテックK・ミラーM・ベルホーンB・ミラーO・カブレラM・ラミレスJ・デイモンT・ニクソンD・オルティーズ |
| 7                        | DH                       | R・シエラ                | 両                       | O・ヘルナンデスJ・ポサダT・クラークM・カイロA・ロドリゲスD・ジーター松井秀喜B・ウィリアムスG・シェ · フィールドR・シエラ | 7                        | 一                       | K・ミラー                | 右                       | D・ロウJ・バリテックK・ミラーM・ベルホーンB・ミラーO・カブレラM・ラミレスJ・デイモンT・ニクソンD・オルティーズ |
| 8                        | 一                       | T・クラーク              | 両                       | O・ヘルナンデスJ・ポサダT・クラークM・カイロA・ロドリゲスD・ジーター松井秀喜B・ウィリアムスG・シェ · フィールドR・シエラ | 8                        | 三                       | B・ミラー                | 両                       | D・ロウJ・バリテックK・ミラーM・ベルホーンB・ミラーO・カブレラM・ラミレスJ・デイモンT・ニクソンD・オルティーズ |
| 9                        | 二                       | M・カイロ                | 右                       | O・ヘルナンデスJ・ポサダT・クラークM・カイロA・ロドリゲスD・ジーター松井秀喜B・ウィリアムスG・シェ · フィールドR・シエラ | 9                        | 二                       | M・ベルホーン            | 両                       | D・ロウJ・バリテックK・ミラーM・ベルホーンB・ミラーO・カブレラM・ラミレスJ・デイモンT・ニクソンD・オルティーズ |
| 先発投手                 | 先発投手                 | 先発投手                 | 投球                     | O・ヘルナンデスJ・ポサダT・クラークM・カイロA・ロドリゲスD・ジーター松井秀喜B・ウィリアムスG・シェ · フィールドR・シエラ | 先発投手                 | 先発投手                 | 先発投手                 | 投球                     | D・ロウJ・バリテックK・ミラーM・ベルホーンB・ミラーO・カブレラM・ラミレスJ・デイモンT・ニクソンD・オルティーズ |
| O・ヘルナンデス          | O・ヘルナンデス          | O・ヘルナンデス          | 右                       | O・ヘルナンデスJ・ポサダT・クラークM・カイロA・ロドリゲスD・ジーター松井秀喜B・ウィリアムスG・シェ · フィールドR・シエラ | D・ロウ                  | D・ロウ                  | D・ロウ                  | 右                       | D・ロウJ・バリテックK・ミラーM・ベルホーンB・ミラーO・カブレラM・ラミレスJ・デイモンT・ニクソンD・オルティーズ |

### 第5戦 10月18日
- フェンウェイ・パーク（マサチューセッツ州ボストン）

|                          | 1 | 2 | 3 | 4 | 5 | 6 | 7 | 8 | 9 | 10 | 11 | 12 | 13 | 14 | R | H  | E |
| ------------------------ | - | - | - | - | - | - | - | - | - | -- | -- | -- | -- | -- | - | -- | - |
| ニューヨーク・ヤンキース | 0 | 1 | 0 | 0 | 0 | 3 | 0 | 0 | 0 | 0  | 0  | 0  | 0  | 0  | 4 | 12 | 1 |
| ボストン・レッドソックス | 2 | 0 | 0 | 0 | 0 | 0 | 0 | 2 | 0 | 0  | 0  | 0  | 0  | 1x | 5 | 13 | 1 |

1. 勝利：ティム・ウェイクフィールド（1勝）
2. 敗戦：エステバン・ロアイザ（1敗）
3. 本塁打
NYY：バーニー・ウィリアムス1号ソロ
BOS：デビッド・オルティーズ3号ソロ
4. 審判
［球審］ジェフ・ケロッグ
［塁審］一塁: ジョー・ウェスト、二塁: ランディ・マーシュ、三塁: ジェフ・ネルソン
［外審］左翼: ジョン・ハーシュベック、右翼: ジム・ジョイス
5. 試合開始時刻: 東部夏時間（UTC-4）午後5時11分  試合時間: 5時間49分  観客: 3万5120人  気温: 58°F（14.4°C）
詳細: MLB.com Gameday / ESPN.com / Baseball-Reference.com / Fangraphs

| ニューヨーク・ヤンキース | ニューヨーク・ヤンキース | ニューヨーク・ヤンキース | ニューヨーク・ヤンキース | ニューヨーク・ヤンキース                                                                                               | ボストン・レッドソックス | ボストン・レッドソックス | ボストン・レッドソックス | ボストン・レッドソックス | ボストン・レッドソックス                                                                                               |
| ------------------------ | ------------------------ | ------------------------ | ------------------------ | --- | ------------------------ | ------------------------ | ------------------------ | ------------------------ | --- |
| 打順                     | 守備                     | 選手                     | 打席                     | M・ムッシーナJ・ポサダT・クラークM・カイロA・ロドリゲスD・ジーター松井秀喜B・ウィリアムスG・シェ · フィールドR・シエラ | 打順                     | 守備                     | 選手                     | 打席                     | P・マルティネスJ・バリテックK・ミラーM・ベルホーンB・ミラーO・カブレラM・ラミレスJ・デイモンT・ニクソンD・オルティーズ |
| 1                        | 遊                       | D・ジーター              | 右                       | M・ムッシーナJ・ポサダT・クラークM・カイロA・ロドリゲスD・ジーター松井秀喜B・ウィリアムスG・シェ · フィールドR・シエラ | 1                        | 中                       | J・デイモン              | 左                       | P・マルティネスJ・バリテックK・ミラーM・ベルホーンB・ミラーO・カブレラM・ラミレスJ・デイモンT・ニクソンD・オルティーズ |
| 2                        | 三                       | A・ロドリゲス            | 右                       | M・ムッシーナJ・ポサダT・クラークM・カイロA・ロドリゲスD・ジーター松井秀喜B・ウィリアムスG・シェ · フィールドR・シエラ | 2                        | 遊                       | O・カブレラ              | 右                       | P・マルティネスJ・バリテックK・ミラーM・ベルホーンB・ミラーO・カブレラM・ラミレスJ・デイモンT・ニクソンD・オルティーズ |
| 3                        | 右                       | G・シェフィールド        | 右                       | M・ムッシーナJ・ポサダT・クラークM・カイロA・ロドリゲスD・ジーター松井秀喜B・ウィリアムスG・シェ · フィールドR・シエラ | 3                        | 左                       | M・ラミレス              | 右                       | P・マルティネスJ・バリテックK・ミラーM・ベルホーンB・ミラーO・カブレラM・ラミレスJ・デイモンT・ニクソンD・オルティーズ |
| 4                        | 左                       | 松井秀喜                 | 左                       | M・ムッシーナJ・ポサダT・クラークM・カイロA・ロドリゲスD・ジーター松井秀喜B・ウィリアムスG・シェ · フィールドR・シエラ | 4                        | DH                       | D・オルティーズ          | 左                       | P・マルティネスJ・バリテックK・ミラーM・ベルホーンB・ミラーO・カブレラM・ラミレスJ・デイモンT・ニクソンD・オルティーズ |
| 5                        | 中                       | B・ウィリアムス          | 両                       | M・ムッシーナJ・ポサダT・クラークM・カイロA・ロドリゲスD・ジーター松井秀喜B・ウィリアムスG・シェ · フィールドR・シエラ | 5                        | 一                       | K・ミラー                | 右                       | P・マルティネスJ・バリテックK・ミラーM・ベルホーンB・ミラーO・カブレラM・ラミレスJ・デイモンT・ニクソンD・オルティーズ |
| 6                        | 捕                       | J・ポサダ                | 両                       | M・ムッシーナJ・ポサダT・クラークM・カイロA・ロドリゲスD・ジーター松井秀喜B・ウィリアムスG・シェ · フィールドR・シエラ | 6                        | 右                       | T・ニクソン              | 左                       | P・マルティネスJ・バリテックK・ミラーM・ベルホーンB・ミラーO・カブレラM・ラミレスJ・デイモンT・ニクソンD・オルティーズ |
| 7                        | DH                       | R・シエラ                | 両                       | M・ムッシーナJ・ポサダT・クラークM・カイロA・ロドリゲスD・ジーター松井秀喜B・ウィリアムスG・シェ · フィールドR・シエラ | 7                        | 捕                       | J・バリテック            | 両                       | P・マルティネスJ・バリテックK・ミラーM・ベルホーンB・ミラーO・カブレラM・ラミレスJ・デイモンT・ニクソンD・オルティーズ |
| 8                        | 一                       | T・クラーク              | 両                       | M・ムッシーナJ・ポサダT・クラークM・カイロA・ロドリゲスD・ジーター松井秀喜B・ウィリアムスG・シェ · フィールドR・シエラ | 8                        | 三                       | B・ミラー                | 両                       | P・マルティネスJ・バリテックK・ミラーM・ベルホーンB・ミラーO・カブレラM・ラミレスJ・デイモンT・ニクソンD・オルティーズ |
| 9                        | 二                       | M・カイロ                | 右                       | M・ムッシーナJ・ポサダT・クラークM・カイロA・ロドリゲスD・ジーター松井秀喜B・ウィリアムスG・シェ · フィールドR・シエラ | 9                        | 二                       | M・ベルホーン            | 両                       | P・マルティネスJ・バリテックK・ミラーM・ベルホーンB・ミラーO・カブレラM・ラミレスJ・デイモンT・ニクソンD・オルティーズ |
| 先発投手                 | 先発投手                 | 先発投手                 | 投球                     | M・ムッシーナJ・ポサダT・クラークM・カイロA・ロドリゲスD・ジーター松井秀喜B・ウィリアムスG・シェ · フィールドR・シエラ | 先発投手                 | 先発投手                 | 先発投手                 | 投球                     | P・マルティネスJ・バリテックK・ミラーM・ベルホーンB・ミラーO・カブレラM・ラミレスJ・デイモンT・ニクソンD・オルティーズ |
| M・ムッシーナ            | M・ムッシーナ            | M・ムッシーナ            | 右                       | M・ムッシーナJ・ポサダT・クラークM・カイロA・ロドリゲスD・ジーター松井秀喜B・ウィリアムスG・シェ · フィールドR・シエラ | P・マルティネス          | P・マルティネス          | P・マルティネス          | 右                       | P・マルティネスJ・バリテックK・ミラーM・ベルホーンB・ミラーO・カブレラM・ラミレスJ・デイモンT・ニクソンD・オルティーズ |

### 第6戦 10月19日
- ヤンキー・スタジアム（ニューヨーク州ニューヨーク市ブロンクス区）

|                          | 1 | 2 | 3 | 4 | 5 | 6 | 7 | 8 | 9 | R | H  | E |
| ------------------------ | - | - | - | - | - | - | - | - | - | - | -- | - |
| ボストン・レッドソックス | 0 | 0 | 0 | 4 | 0 | 0 | 0 | 0 | 0 | 4 | 11 | 0 |
| ニューヨーク・ヤンキース | 0 | 0 | 0 | 0 | 0 | 0 | 1 | 1 | 0 | 2 | 6  | 0 |

1. 勝利：カート・シリング（1勝1敗）
2. セーブ：キース・フォーク（1S）
3. 敗戦：ジョン・リーバー（1勝1敗）
4. 本塁打
BOS：マーク・ベルホーン1号3ラン
NYY：バーニー・ウィリアムス2号ソロ
5. 審判
［球審］ジョー・ウェスト
［塁審］一塁: ランディ・マーシュ、二塁: ジェフ・ネルソン、三塁: ジョン・ハーシュベック
［外審］左翼: ジム・ジョイス、右翼: ジェフ・ケロッグ
6. 試合開始時刻: 東部夏時間（UTC-4）午後8時19分  試合時間: 3時間50分  観客: 5万6128人  気温: 49°F（9.4°C）
詳細: MLB.com Gameday / ESPN.com / Baseball-Reference.com / Fangraphs

| ボストン・レッドソックス | ボストン・レッドソックス | ボストン・レッドソックス | ボストン・レッドソックス | ボストン・レッドソックス                                                                                           | ニューヨーク・ヤンキース | ニューヨーク・ヤンキース | ニューヨーク・ヤンキース | ニューヨーク・ヤンキース | ニューヨーク・ヤンキース                                                                                             |
| ------------------------ | ------------------------ | ------------------------ | ------------------------ | --- | ------------------------ | ------------------------ | ------------------------ | ------------------------ | --- |
| 打順                     | 守備                     | 選手                     | 打席                     | C・シリングJ・バリテックK・ミラーM・ベルホーンB・ミラーO・カブレラM・ラミレスJ・デイモンT・ニクソンD・オルティーズ | 打順                     | 守備                     | 選手                     | 打席                     | J・リーバーJ・ポサダT・クラークM・カイロA・ロドリゲスD・ジーター松井秀喜B・ウィリアムスG・シェ · フィールドR・シエラ |
| 1                        | 中                       | J・デイモン              | 左                       | C・シリングJ・バリテックK・ミラーM・ベルホーンB・ミラーO・カブレラM・ラミレスJ・デイモンT・ニクソンD・オルティーズ | 1                        | 遊                       | D・ジーター              | 右                       | J・リーバーJ・ポサダT・クラークM・カイロA・ロドリゲスD・ジーター松井秀喜B・ウィリアムスG・シェ · フィールドR・シエラ |
| 2                        | 三                       | B・ミラー                | 両                       | C・シリングJ・バリテックK・ミラーM・ベルホーンB・ミラーO・カブレラM・ラミレスJ・デイモンT・ニクソンD・オルティーズ | 2                        | 三                       | A・ロドリゲス            | 右                       | J・リーバーJ・ポサダT・クラークM・カイロA・ロドリゲスD・ジーター松井秀喜B・ウィリアムスG・シェ · フィールドR・シエラ |
| 3                        | 左                       | M・ラミレス              | 右                       | C・シリングJ・バリテックK・ミラーM・ベルホーンB・ミラーO・カブレラM・ラミレスJ・デイモンT・ニクソンD・オルティーズ | 3                        | 右                       | G・シェフィールド        | 右                       | J・リーバーJ・ポサダT・クラークM・カイロA・ロドリゲスD・ジーター松井秀喜B・ウィリアムスG・シェ · フィールドR・シエラ |
| 4                        | DH                       | D・オルティーズ          | 左                       | C・シリングJ・バリテックK・ミラーM・ベルホーンB・ミラーO・カブレラM・ラミレスJ・デイモンT・ニクソンD・オルティーズ | 4                        | 左                       | 松井秀喜                 | 左                       | J・リーバーJ・ポサダT・クラークM・カイロA・ロドリゲスD・ジーター松井秀喜B・ウィリアムスG・シェ · フィールドR・シエラ |
| 5                        | 右                       | T・ニクソン              | 左                       | C・シリングJ・バリテックK・ミラーM・ベルホーンB・ミラーO・カブレラM・ラミレスJ・デイモンT・ニクソンD・オルティーズ | 5                        | 中                       | B・ウィリアムス          | 両                       | J・リーバーJ・ポサダT・クラークM・カイロA・ロドリゲスD・ジーター松井秀喜B・ウィリアムスG・シェ · フィールドR・シエラ |
| 6                        | 一                       | K・ミラー                | 右                       | C・シリングJ・バリテックK・ミラーM・ベルホーンB・ミラーO・カブレラM・ラミレスJ・デイモンT・ニクソンD・オルティーズ | 6                        | 捕                       | J・ポサダ                | 両                       | J・リーバーJ・ポサダT・クラークM・カイロA・ロドリゲスD・ジーター松井秀喜B・ウィリアムスG・シェ · フィールドR・シエラ |
| 7                        | 捕                       | J・バリテック            | 両                       | C・シリングJ・バリテックK・ミラーM・ベルホーンB・ミラーO・カブレラM・ラミレスJ・デイモンT・ニクソンD・オルティーズ | 7                        | DH                       | R・シエラ                | 両                       | J・リーバーJ・ポサダT・クラークM・カイロA・ロドリゲスD・ジーター松井秀喜B・ウィリアムスG・シェ · フィールドR・シエラ |
| 8                        | 遊                       | O・カブレラ              | 右                       | C・シリングJ・バリテックK・ミラーM・ベルホーンB・ミラーO・カブレラM・ラミレスJ・デイモンT・ニクソンD・オルティーズ | 8                        | 一                       | T・クラーク              | 両                       | J・リーバーJ・ポサダT・クラークM・カイロA・ロドリゲスD・ジーター松井秀喜B・ウィリアムスG・シェ · フィールドR・シエラ |
| 9                        | 二                       | M・ベルホーン            | 両                       | C・シリングJ・バリテックK・ミラーM・ベルホーンB・ミラーO・カブレラM・ラミレスJ・デイモンT・ニクソンD・オルティーズ | 9                        | 二                       | M・カイロ                | 右                       | J・リーバーJ・ポサダT・クラークM・カイロA・ロドリゲスD・ジーター松井秀喜B・ウィリアムスG・シェ · フィールドR・シエラ |
| 先発投手                 | 先発投手                 | 先発投手                 | 投球                     | C・シリングJ・バリテックK・ミラーM・ベルホーンB・ミラーO・カブレラM・ラミレスJ・デイモンT・ニクソンD・オルティーズ | 先発投手                 | 先発投手                 | 先発投手                 | 投球                     | J・リーバーJ・ポサダT・クラークM・カイロA・ロドリゲスD・ジーター松井秀喜B・ウィリアムスG・シェ · フィールドR・シエラ |
| C・シリング              | C・シリング              | C・シリング              | 右                       | C・シリングJ・バリテックK・ミラーM・ベルホーンB・ミラーO・カブレラM・ラミレスJ・デイモンT・ニクソンD・オルティーズ | J・リーバー              | J・リーバー              | J・リーバー              | 右                       | J・リーバーJ・ポサダT・クラークM・カイロA・ロドリゲスD・ジーター松井秀喜B・ウィリアムスG・シェ · フィールドR・シエラ |

### 第7戦 10月20日
- ヤンキー・スタジアム（ニューヨーク州ニューヨーク市ブロンクス区）

|                          | 1 | 2 | 3 | 4 | 5 | 6 | 7 | 8 | 9 | R  | H  | E |
| ------------------------ | - | - | - | - | - | - | - | - | - | -- | -- | - |
| ボストン・レッドソックス | 2 | 4 | 0 | 2 | 0 | 0 | 0 | 1 | 1 | 10 | 13 | 0 |
| ニューヨーク・ヤンキース | 0 | 0 | 1 | 0 | 0 | 0 | 2 | 0 | 0 | 3  | 5  | 1 |

1. 勝利：デレク・ロウ（1勝）
2. 敗戦：ケビン・ブラウン（1敗）
3. 本塁打
BOS：デビッド・オルティーズ4号2ラン、ジョニー・デイモン1号満塁・2号2ラン、マーク・ベルホーン2号ソロ
4. 審判
［球審］ランディ・マーシュ
［塁審］一塁: ジェフ・ネルソン、二塁: ジョン・ハーシュベック、三塁: ジム・ジョイス
［外審］左翼: ジェフ・ケロッグ、右翼: ジョー・ウェスト
5. 試合開始時刻: 東部夏時間（UTC-4）午後8時30分  試合時間: 3時間31分  観客: 5万6129人  気温: 54°F（12.2°C）
詳細: MLB.com Gameday / ESPN.com / Baseball-Reference.com / Fangraphs

| ボストン・レッドソックス | ボストン・レッドソックス | ボストン・レッドソックス | ボストン・レッドソックス | ボストン・レッドソックス                                                                                       | ニューヨーク・ヤンキース | ニューヨーク・ヤンキース | ニューヨーク・ヤンキース | ニューヨーク・ヤンキース | ニューヨーク・ヤンキース                                                                                               |
| ------------------------ | ------------------------ | ------------------------ | ------------------------ | --- | ------------------------ | ------------------------ | ------------------------ | ------------------------ | --- |
| 打順                     | 守備                     | 選手                     | 打席                     | D・ロウJ・バリテックK・ミラーM・ベルホーンB・ミラーO・カブレラM・ラミレスJ・デイモンT・ニクソンD・オルティーズ | 打順                     | 守備                     | 選手                     | 打席                     | K・ブラウンJ・ポサダT・クラークM・カイロA・ロドリゲスD・ジーター松井秀喜B・ウィリアムスG・シェ · フィールドK・ロフトン |
| 1                        | 中                       | J・デイモン              | 左                       | D・ロウJ・バリテックK・ミラーM・ベルホーンB・ミラーO・カブレラM・ラミレスJ・デイモンT・ニクソンD・オルティーズ | 1                        | 遊                       | D・ジーター              | 右                       | K・ブラウンJ・ポサダT・クラークM・カイロA・ロドリゲスD・ジーター松井秀喜B・ウィリアムスG・シェ · フィールドK・ロフトン |
| 2                        | 二                       | M・ベルホーン            | 両                       | D・ロウJ・バリテックK・ミラーM・ベルホーンB・ミラーO・カブレラM・ラミレスJ・デイモンT・ニクソンD・オルティーズ | 2                        | 三                       | A・ロドリゲス            | 右                       | K・ブラウンJ・ポサダT・クラークM・カイロA・ロドリゲスD・ジーター松井秀喜B・ウィリアムスG・シェ · フィールドK・ロフトン |
| 3                        | 左                       | M・ラミレス              | 右                       | D・ロウJ・バリテックK・ミラーM・ベルホーンB・ミラーO・カブレラM・ラミレスJ・デイモンT・ニクソンD・オルティーズ | 3                        | 右                       | G・シェフィールド        | 右                       | K・ブラウンJ・ポサダT・クラークM・カイロA・ロドリゲスD・ジーター松井秀喜B・ウィリアムスG・シェ · フィールドK・ロフトン |
| 4                        | DH                       | D・オルティーズ          | 左                       | D・ロウJ・バリテックK・ミラーM・ベルホーンB・ミラーO・カブレラM・ラミレスJ・デイモンT・ニクソンD・オルティーズ | 4                        | 左                       | 松井秀喜                 | 左                       | K・ブラウンJ・ポサダT・クラークM・カイロA・ロドリゲスD・ジーター松井秀喜B・ウィリアムスG・シェ · フィールドK・ロフトン |
| 5                        | 捕                       | J・バリテック            | 両                       | D・ロウJ・バリテックK・ミラーM・ベルホーンB・ミラーO・カブレラM・ラミレスJ・デイモンT・ニクソンD・オルティーズ | 5                        | 中                       | B・ウィリアムス          | 両                       | K・ブラウンJ・ポサダT・クラークM・カイロA・ロドリゲスD・ジーター松井秀喜B・ウィリアムスG・シェ · フィールドK・ロフトン |
| 6                        | 右                       | T・ニクソン              | 左                       | D・ロウJ・バリテックK・ミラーM・ベルホーンB・ミラーO・カブレラM・ラミレスJ・デイモンT・ニクソンD・オルティーズ | 6                        | 捕                       | J・ポサダ                | 両                       | K・ブラウンJ・ポサダT・クラークM・カイロA・ロドリゲスD・ジーター松井秀喜B・ウィリアムスG・シェ · フィールドK・ロフトン |
| 7                        | 一                       | K・ミラー                | 右                       | D・ロウJ・バリテックK・ミラーM・ベルホーンB・ミラーO・カブレラM・ラミレスJ・デイモンT・ニクソンD・オルティーズ | 7                        | DH                       | K・ロフトン              | 左                       | K・ブラウンJ・ポサダT・クラークM・カイロA・ロドリゲスD・ジーター松井秀喜B・ウィリアムスG・シェ · フィールドK・ロフトン |
| 8                        | 三                       | B・ミラー                | 両                       | D・ロウJ・バリテックK・ミラーM・ベルホーンB・ミラーO・カブレラM・ラミレスJ・デイモンT・ニクソンD・オルティーズ | 8                        | 一                       | T・クラーク              | 両                       | K・ブラウンJ・ポサダT・クラークM・カイロA・ロドリゲスD・ジーター松井秀喜B・ウィリアムスG・シェ · フィールドK・ロフトン |
| 9                        | 遊                       | O・カブレラ              | 右                       | D・ロウJ・バリテックK・ミラーM・ベルホーンB・ミラーO・カブレラM・ラミレスJ・デイモンT・ニクソンD・オルティーズ | 9                        | 二                       | M・カイロ                | 右                       | K・ブラウンJ・ポサダT・クラークM・カイロA・ロドリゲスD・ジーター松井秀喜B・ウィリアムスG・シェ · フィールドK・ロフトン |
| 先発投手                 | 先発投手                 | 先発投手                 | 投球                     | D・ロウJ・バリテックK・ミラーM・ベルホーンB・ミラーO・カブレラM・ラミレスJ・デイモンT・ニクソンD・オルティーズ | 先発投手                 | 先発投手                 | 先発投手                 | 投球                     | K・ブラウンJ・ポサダT・クラークM・カイロA・ロドリゲスD・ジーター松井秀喜B・ウィリアムスG・シェ · フィールドK・ロフトン |
| D・ロウ                  | D・ロウ                  | D・ロウ                  | 右                       | D・ロウJ・バリテックK・ミラーM・ベルホーンB・ミラーO・カブレラM・ラミレスJ・デイモンT・ニクソンD・オルティーズ | K・ブラウン              | K・ブラウン              | K・ブラウン              | 右                       | K・ブラウンJ・ポサダT・クラークM・カイロA・ロドリゲスD・ジーター松井秀喜B・ウィリアムスG・シェ · フィールドK・ロフトン |

## 評価
『ハードボール・タイムズ』のクリス・ジャフは2011年10月、歴代のポストシーズン各シリーズについて、面白さの数値化を試みた。「1点差試合は3ポイント、1－0の試合ならさらに1ポイント」「サヨナラゲームは10ポイント、サヨナラが本塁打によるものならさらに5ポイント」「7試合制のシリーズが最終戦までもつれれば15ポイント」などというように、試合経過やシリーズの展開が一定の条件を満たすのに応じてポイントを付与することで、主観的ではなく定量的な評価を行った。その結果、その年の両リーグ優勝決定戦まで全262シリーズの平均が45ポイントのところ、今シリーズは124ポイントを獲得した。これは全シリーズ中7位、リーグ優勝決定戦に限れば3位の高得点だった。